# 北海道道 (テレビ番組)
『北海道道』（ほっかいどうどう）は、北海道内のNHK総合テレビジョンで2020年4月3日から放送されている、NHK札幌放送局制作の地域情報番組。

## 概要
NHK総合テレビの金曜夜のローカル枠で放送されてきた『北海道クローズアップ』（1993年放送開始）と『北海道中ひざくりげ』（1987年放送開始）を統合する形でスタートした番組であり、報道、ドキュメンタリー、旅、バラエティとさまざまなジャンルで北海道を掘り下げる。番組名は武道のように「北海道」を極める意味を込めたものとした。キーコンセプトは「私たちはまだまだ、本当の北海道を知らない」。メインMCは、俳優・タレントで、『水曜どうでしょう』（HTB）で人気を博した、鈴井貴之が担当。
スタジオセットは当初は番組コンセプトに沿って北海道らしさを第一に富良野をイメージしたものとし、ラベンダー畑の紫や大地のオレンジ・グリーンを配色しカーペットや人工芝を用いて、温かみや北海道の自然を感じられるものとしていたが、2021年の新局舎移転を機にリニューアルされた。
稀にオープニングがカットされること（2021年12月10日放送分など）があるほか、全編VTR構成の回もある。2022年6月26日には初の公開収録が行われ、鈴井の事務所に所属する大泉洋がゲスト出演した（7月15日放送）。2024年からは多田萌加が休演のため、NHK札幌局アナウンサーやリポーターなどがサブMCとして不定期に出演している。

## 出演者

### 現在
- MC：鈴井貴之[8][9]
- サブMC：多田萌加[8][9]（元SNOW CRYSTAL（2020年に解散）メンバー、2024年からタイトル未定のメンバーに所属）、松本真季（不定期、多田の代役）[10][11]
- この他、ゲストが出演することがある[12][13]。

### 過去
- キャスター：赤松俊理[8]・野村優夫[14]・西阪太志[15]・堀菜保子[16]・古谷敏郎[17]・瀬田宙大[18]（当時NHK札幌局アナウンサー、いずれかが出演、これ以外のアナウンサーが担当することもある。2021年度からはアナウンサーは不定期での出演となっている。その場合は主に赤松アナが出演）

## テーマ音楽

### 現在
- GLAY「さよならはやさしく」[19][20]

### 過去
- オープニング：吉田兄弟「Cool Spiral」[21]、エンディング：吉田兄弟「蜃気楼」

## 放送時間

### 北海道内
本放送
- 金曜日 19時30分 - 19時57分

再放送
- 土曜日 9時 - 9時27分（2023年4月 - ）
- 日曜日 8時 - 8時27分ほか（2023年3月まで）
  - 当該時間に他地域で放送される『小さな旅』を差し替えている（木曜日午前の再放送が北海道では本放送扱いとなる）。なお、『小さな旅』の本放送において、北海道が取り上げられる場合は『北海道道』の再放送は実施されず、『小さな旅』の同時ネットが優先される。

### 他地域での放送
- 2020年5月10日（5月9日深夜）、本番組と同時期の改編にて新設されたBS1の地域情報番組枠「○○推し!」で全国放送された（初放送）[22][23]。以降も該当番組枠や「NHK地域局発」（総合テレビ。2020年9月実施の改編にて新設）[24]などにて不定期で全国放送されている[8][9][25][26]。また、2021年3月以降は放送常時同時配信・見逃し番組配信サービス「NHKプラス」の「ご当地プラス」サービスで、本番組の最新回が全国向けに放送終了数時間後から約2週間配信されている。
- 2021年5月14日放送分は岩手県を除く東北地方でも臨時ネットされた。これは当初19時30分から東北ブロック向けの地域情報番組『東北ココから』（仙台放送局制作）の72分スペシャルを放送する予定だったが、新型コロナウイルス感染症の流行による緊急事態宣言発出地域拡大に伴い、19時57分から菅義偉首相（当時）による記者会見を生中継する特番扱いの『NHKニュース』が組まれたため、『東北ココから』の特別番組放映を延期し、穴埋めとして急遽編成したことによるものである[27][28][29]。
- 2021年7月9日放送分は、北海道・北東北の縄文遺跡群が世界遺産に登録される見通しであることから、『東北ココから』（仙台放送局制作）とのコラボレーション番組として、『北海道道×東北ココから「いざ世界遺産へ!"北の縄文"大探求SP」』を北海道・東北ブロック（山形県を除く）で放送。鈴井と多田の他、片桐仁、小林達雄、佐藤龍文らが出演[30]。